# Gostomysl
Gostomysl (rusky Гостомысл) byl legendární vůdce (posadnik) z Novgorodu, který žil v 9. století.

## Život
Byl zaveden do historiografie Vasilijem Tatiščevem, ruským historikem z 18. století. Je spojen se svazkem Severních kmenů, který byl vytvořen v boji proti Varjagům v polovině 9. století a zahrnoval tyto kmeny: Novgorodské (Ilmeňské) Slovany, Křiviče, kmen Merja a Čudy (dnešní Estonci). 
Podle Joakimovy kroniky byl Gostomysl zvolen Novgorodskými Slovany jako jejich nejvyšší vládce a za jeho vlády vyhnal z Ruska Varjagy. Jednou měl údajně sen o velikém stromu, který roste z lůna jeho dcery, Umily. Toto bylo interpretováno od pohanských kněží jako proroctví, že její syn se stane velkým vůdcem a bude vládnout velkému území. A skutečně, po období občanských nepokojů, Umilin syn Rurik vystřídal Gostomysla u moci v Novgorodu.
Historici Gerhard Friedrich Müller a Nikolaj Karamzin zpochybnili Tatiščevův příběh a domnívali se, že jméno Gostomysl je výsledkem dezinterpretace dvou slovanských slov – gost' („host“) a mysl' („myšlení“).
I když o Gostomyslově existenci pochybuje většina moderních historiků, jméno není umělého původu, jak se dříve myslelo. Byl skutečně zaznamenán v roce 844, když Ludvík II. Němec porazil a zabil krále Gostomysla z kmene Obodritů.